# RN4 (Dschibuti)
Die RN4 ist eine Fernstraße in Dschibuti, die in der Region Arta an der Ausfahrt der RN1 beginnt und in der Stadt Arta endet. Sie ist die kürzeste Fernstraße in Dschibuti, sie ist 7 Kilometer lang.